# Tiếng Pawnee
Tiếng Pawnee là một ngôn ngữ Caddo theo truyền thống được sử dụng bởi người Pawnee, một thổ dân Mỹ đang sinh sống ở phía Bắc-Trung Oklahoma (trước đây sống dọc theo sông Platte (nằm ở Nebraska ngày nay)).

## Phương ngữ
Hai phương ngữ quan trọng được thể hiện rõ ràng trong tiếng Pawnee: South Band và Skiri. Sự khác biệt giữa hai phương ngữ này dựa trên kho ngữ âm và từ vựng tương ứng.

## Hình thái
Tiếng Pawnee là một ngôn ngữ hỗn nhập tác-tuyệt đối.

## Chữ cái
Bảng chữ cái tiếng Pawnee có 9 phụ âm và 8 nguyên âm. Các chữ cái được phát âm tương đương với các chữ cái tiếng Anh.

### Phụ âm
| Chữ | Cách phát âm (IPA) | Cách phát âm tiếng Anh tương đương |
| --- | ------------------ | ---------------------------------- |
| p   | p                  | poke, cup                          |
| t   | t                  | top, cat                           |
| k   | k                  | cool, stuck                        |
| c   | ʃ ~ ts             | shell, push ~ pants                |
| s   | s                  | silly, face                        |
| h   | h                  | heart, ahead                       |
| r   | r                  | car, ferry                         |
| w   | w                  | wacky, away                        |
| ′   | ʔ                  | "-" trong uh-oh                    |

### Nguyên âm
| Chữ | Cách phát âm (IPA) | Cách phát âm tiếng Anh tương đương |
| --- | ------------------ | ---------------------------------- |
| i   | ɪ                  | sit                                |
| ii  | i                  | feed                               |
| e   | ɛ                  | red                                |
| ee  | eɪ                 | paid                               |
| a   | ʌ                  | nut                                |
| aa  | ɑ                  | father                             |
| u   | ʊ                  | book                               |
| uu  | u                  | rude                               |